# سونگور (باشقیرستان)
سونگور (انگلیسی: Sungur, Republic of Bashkortostan) یک شهرک در شهرستان استرلیتاماکسکی استان باشقیرستان کشور روسیه است.